# 二氟化二氧
二氟化二氧是化学式为O2F2的无机化合物，常压下熔点为-154°C。固态为黄色，液体为红色。它是极强的氧化剂，非常不稳定，在-160°C会缓慢分解为OF2和O2（4%/天）。遇有机物、水和氨气等大多数化合物都会爆炸。昵称"FOOF"。

## 制备
二氟化二氧首先由Otto Ruff在1933年制得，方法为低压下，对1:1氟气和氧气的混合物通电（25-30mA、2.1-2.4kV）。

## 结构
O2F2和OF2中，氧原子都具有不寻常的正氧化态，前者中为+1，后者中为+2。
二氟化二氧的结构类似于过氧化氢（H2O2），分子中的二面角较大，接近于90°，与价层电子对互斥理论预测的结构相符。O−O键长只比氧气中O=O的键长120.9pm大不到1pm，被认为存在O-O三键，而且由于F孤对电子与O-O的π轨道相互作用的缘故，O-F键键能较低。类似的作用存在于F-F键能较低的氟气分子中。

## 反应
二氟化二氧的反应主要基于它的强氧化性及不稳定性。所有关于它的反应必须在−100°C左右进行，否则二氟化二氧会分解。
它与BF3和PF5反应都会生成相应的二氧基正离子的盐：
2O2F2 + 2PF5 →  2[O2+]PF6− + F2
与铀和钚的氧化物反应则生成相应的六氟化物。

## 用处
二氟化二氧目前没有实际用途，但有理论研究。二氟化二氧可以在史无前例的低温下合成六氟化钚，而之前的制备方法都需要会让六氟化钚分解的高温。

## 另見
- 名稱獨特的化學物質列表